# Club Olimpo
Club Olimpo – argentyński klub sportowy z siedzibą w mieście Bahía Blanca.

## Osiągnięcia
- Mistrz drugiej ligi argentyńskiej (Primera B Nacional Argentina) (3): 2001/02, 2006/07, 2009/10

## Historia
Klub założony został w roku 1918 i znany jest głównie ze swojej sekcji piłkarskiej. W roku 2000 klub awansował do pierwszej ligi, w której utrzymał się kilka lat, by w sezonie 2005/2006 spaść do drugiej ligi po przegraniu meczów barażowych z CA Belgrano.